# كاثرين جونز (روائية)
كاثرين جونز (بالإنجليزية: Catherine Jones)‏ (25 أكتوبر 1956)؛ جندية وروائية بريطانية.